# 32
Năm 32 là một năm trong lịch Julius. 